# Арешев, Пётр Артемьевич
Пётр Артемьевич Арешев (1915—1976) — советский архитектор, автор проектов, по которым построен ряд жилых зданий, гостиница и несколько мостов. Архитектор, старший архитектор Научно-исследовательского института «Ленпроект».
Его деятельность протекала в Ленинграде:
- 1950 — жилой дом по адресу Московский проспект, 172;
- 1950 — жилой дом по адресу Московский проспект, 184;
- 1954 — жилой дом по адресу Благодатная улица, 55;
- 1953—1955 — Ушаковский мост, рядом с ним в 1953—1955 годах построен павильон для разводки моста, который сейчас существует как часовня иконы Божией матери «Всецарица»;
- 1955—1957 — Балтийский мост;
- 1955—1956 — Египетский мост;
- 1956 — Красноармейский мост;
- 1956—1957 — Красногвардейский мост;
- 1962—1963 — Английский мост[1];
- 1974—1975 — Аптекарский мост;
- 1962 — гостиница «Россия»;

Один из сильнейших волейболистов страны 1930-х годов.
Нападающий. Выступал за «Спартак» (Ленинград).
Чемпион СССР (1938, 1939), 2-й призёр чемпионата СССР (1940). Выступал за сборную Ленинграда.
Мастер спорта (1939).
Участник Великой Отечественной войны. Был тяжело ранен.
Награждён орденом Красной Звезды (06.11.1947).
Похоронен на Большеохтинском кладбище Санкт-Петербурга.